# Sint-Firminuskerk (Dötlingen)
De Sint-Firminuskerk (Duits: St. Firminus Kirche) is een protestants kerkgebouw in de Nedersaksische gemeente Dötlingen (Landkreis Oldenburg). De kerk werd gewijd aan heilige Firminus, die in de 3e eeuw de eerste bisschop van Amiens (Frankrijk) werd, als martelaar stierf en als heilige vereerd wordt.

## Beschrijving
Het rechthoekige gebouw is een zaalkerk van vier traveeën, dat bestaat uit veld- en bakstenen. De toren en het westelijke deel van de kerk zijn 12e-eeuws. Rond het jaar 1260 werd het bouwwerk naar het oosten toe vergroot, tegelijkertijd werd het bestaande muurwerk verhoogd. Omstreek 1270-1280 volgde de aanbouw van een koortravee.
In de Tweede Wereldoorlog werd de kerk door granaatinslagen ernstig beschadigd.

## Interieur[1]

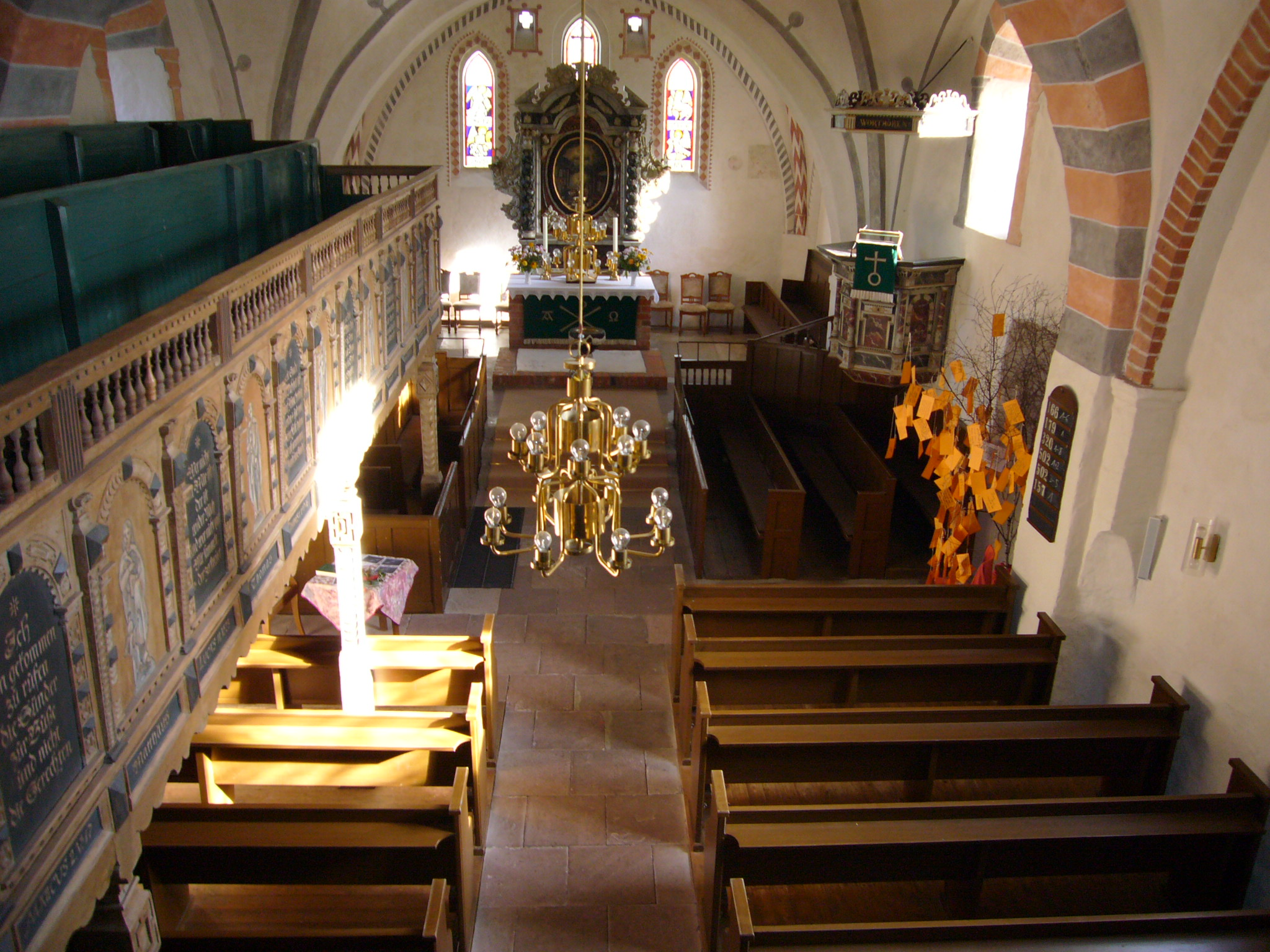
Overzicht interieur

- Het eenvoudige altaar dateert uit de tweede helft van de 13e eeuw. Hoogstwaarschijnlijk werd het altaar tegelijk met de aanbouw van het koortravee geplaatst. De barokke opstand is van 1687.
- De barokke kansel werd in 1644 na de plunderingen en verwoestingen van de Dertigjarige Oorlog geplaatst. Waarschijnlijk betrof de kansel een geschenk van de toenmalige Oldenburgse graaf Anton Günther.
- Het doopvont heeft een doopbekken waarin zich een reliëf van een duif als symbool van de Heilige Geest bevindt. De eikenhouten standaard is van rond 1700.
- Door de granaatinslagen in de Tweede Wereldoorlog bladderde op een aantal plekken de kalk af en onthulde daarmee de resten van oude wandschilderingen uit de periode van voor de reformatie. Er werden drie schilderingen ontdekt: een grote Sint-Christoffel, Adam en Eva en David en Goliath. Fragmenten van een schildering en de oorspronkelijke beschildering van het koor zijn sinds 1997 weer zichtbaar gemaakt.
- Het orgel werd in 1971 door de orgelbouwer Alfred Führer uit Wilhelmshaven gebouwd.